# Sangre de Cristo Mountains
De Sangre de Cristo Mountains zijn de zuidelijkste bergketen die tot de Rocky Mountains worden gerekend. De bergketen ligt in het zuiden van Colorado en het noorden van New Mexico, beiden deelstaten van de Verenigde Staten. De bergketen loopt van Poncha Pass in het noorden (in zuidelijk centraal-Colorado) naar het zuiden en zuidoosten, waar de bergketen eindigt bij Glorieta Pass (ten zuidoosten van Santa Fe).
De naam van het gebergte vertaalt zich als de "bergketen van het bloed van Christus". De naam is in gebruik sinds het begin van de negentiende eeuw. In die tijd was het gebergte nog onderdeel van het exclusieve handelsgebied van de Spaanse/Mexicaanse kolonie Santa Fe de Nuevo México. De stad Santa Fe werd gesticht in 1607, aan de westelijke voet van het zuidelijke einde van de Sangre de Cristo Mountains. Voor 1800 werd naar het gebergte verwezen met de namen La Sierra Nevada, La Sierra Madre, La Sierra en The Snowies.

## Onderdelen
De gehele Sangre de Cristo Mountains bestaan uit verschillende kleinere bergketens. Van noord naar zuid zijn dit:
- Sangre de Cristo Range
  - Crestones
- Spanish Peaks
- Culebra Range
- Taos Mountains
- Cimarron Range
- Rincon Mountains
- Santa Fe Mountains

### Sangre de Cristo Range
De Sangre de Cristo Range is een hoge, ruige en smalle bergketen die in noord-zuid richting loopt van Poncha Pass in het noorden naar La Veta Pass in het zuiden (32 kilometer ten westen van Walsenburg). Deze bergketen vormt een hoge kam die de San Luis vallei in het westen scheidt van het stroomgebied van de Arkansas in het oosten. De Sangre de Cristo Range rijst zo'n 2100 meter op boven de valleien en vlaktes ten westen en noordoosten ervan.

### Spanish Peaks
Ten oosten van de hoofdkam staan twee prominente pieken, de "Spanish Peaks". Deze twee bergen zijn een van de beste voorbeelden van vulkanische dikes en werden beschermd als National Natural Landmark in 1976. De bergen zijn zichtbaar vanaf 214 kilometer in het noorden (Colorado Springs), 80 kilometer in het westen (Alamosa), 105 kilometer in het zuiden (Raton) en 137 kilometer in het oosten (La Junta).
Deze pieken waren belangrijke oriëntatiepunten op het deel van de Santa Fe Trail dat door de bergen liep.

### Culebra Range
Het hoogste punt van de Culebra Range, Culebra Peak, is de meest zuidelijke top van de Rocky Mountains die hoger is dan 14.000 feet. Het is eveneens de enige berg hoger dan 14.000 ft in Colorado die niet op openbaar land gelegen is.